# Lichtheimia blakesleeana
Lichtheimia blakesleeana är en svampart som först beskrevs av Lendn., och fick sitt nu gällande namn av Kerst. Hoffm., Walther & K. Voigt 2009. Lichtheimia blakesleeana ingår i släktet Lichtheimia och familjen Lichtheimiaceae.   Inga underarter finns listade i Catalogue of Life.